# Ti Ti Ti (revista)
Tititi é uma revista semanal brasileira lançada em 1998 pela Editora Símbolo, que depois vendeu a marca para a Editora Abril e em 2018 passa a ser da Editora Escala.
A publicação é voltada para mulheres das classes C, D e E. A linha editorial é voltada para o mundo da televisão, com destaque para os resumos dos episódios das telenovelas e a vida pessoal de celebridades.